# Gemeinsames Analyse- und Strategiezentrum illegale Migration
Das deutsche Gemeinsame Analyse- und Strategiezentrum illegale Migration (GASIM) ist ein ständiges behördenübergreifendes Informations- und Kooperationszentrum mit dem Ziel der Intensivierung der Zusammenarbeit bei der Bekämpfung der illegalen Migration.

## Gründung
Das GASIM entstand im Mai 2006 aus dem Gemeinsamen Analyse- und Strategiezentrum Schleusungskriminalität (GASS) und soll eine ganzheitliche Bekämpfung des Phänomens illegale Migration ermöglichen.

### Gemeinsames Analyse- und Strategiezentrum Schleusungskriminalität (GASS)
Das Bundesministerium des Innern hat im November 2004 in der Folge der Visa-Affäre ein Gemeinsames Analyse- und Strategiezentrum Schleusungskriminalität von Bundeskriminalamt und Bundespolizei unter Beteiligung der Bundeszollverwaltung (Finanzkontrolle Schwarzarbeit) eingerichtet. Die Aufgaben des GASS beinhalteten unter anderem die Verbesserung des nationalen und internationalen Erkenntnisaustauschs, die operative und strategische Auswertung von vorhandenen Informationen sowie deren Verknüpfung mit der Erkenntnislage anderer, mit Schleusungskriminalität befasster Behörden, Entwicklung von polizeilichen und behördenübergreifenden Bekämpfungsansätzen, die Bereitstellung von Auswertungsergebnissen für Ermittlungsverfahren sowie die Entwicklung von Beratungsansätzen. Das GASS untersuchte die Problematik der Schleusungskriminalität zum Zweck der unerlaubten Arbeitsaufnahme, insbesondere das so genannte Werkvertragsverfahren und die damit zusammenhängenden Missbrauchsmöglichkeiten. Die ursprüngliche inhaltliche Schwerpunktsetzung vom GASS ist beim Ausbau zum Gemeinsamen Analyse- und Strategiezentrum illegale Migration (GASIM) erweitert worden und umfasst im GASIM nunmehr den Gesamtkomplex der illegalen Migration.

## Organisation
Das GASIM ist eine gemeinsame Informations- und Kooperationsplattform der Behörden Auswärtiges Amt (AA), Bundesamt für Migration und Flüchtlinge (BAMF), Bundesamt für Verfassungsschutz (BfV), Bundeskriminalamt (BKA), Bundesnachrichtendienst (BND), Bundespolizei (BPOL) und Finanzkontrolle Schwarzarbeit (FKS) der Bundeszollverwaltung.
Das GASIM ist keine eigenständige Behörde oder Organisation. Es verfügt daher über keinen eigenen Etat; eine spezifische Rechtsgrundlage für das GASIM ist nach Ansicht der Bundesregierung nicht erforderlich.
Nach seiner Gründung hatte das GASIM 36 Mitarbeiter, Ende 2006 33 Mitarbeiter und im Jahre 2007 arbeiteten dort insgesamt 40 Personen (darunter BMI: 2, BKA: 13, Bundespolizei: 14, BAMF: 6, BND: 1, FKS: 2, sowie personell anlassbezogen AA: 2 und BfV: 1).
Im Jahr 2009 wurde die Zusammenarbeit im GASIM neu konzipiert, die Bundespolizei repräsentiert das GASIM nach außen, hat dafür jedoch kein konkretes Mandat und keinerlei Weisungsbefugnis.
Im Juli 2011 arbeiteten im GASIM dauerhaft insgesamt 18 Personen. Bezogen auf die Entsendebehörden setzte sich das Personal aus Bundesamt für Migration und Flüchtlinge (fünf), Bundeskriminalamt (zwei), Bundesnachrichtendienst (eins), Bundespolizei (neun) und der Finanzkontrolle Schwarzarbeit (eins) zusammen. Das Auswärtige Amt und das Bundesamt für Verfassungsschutz sind im GASIM anlassbezogen vertreten.
GASIM hatte seinen Sitz zuerst in den Treptowers in Berlin und zog im August 2009 an einen Standort des Bundespolizeipräsidiums in Potsdam.

## Aufgaben
Aufgaben des Zentrums sind die Sammlung aller verfügbaren strategischen Erkenntnisse auf dem Gebiet der illegalen Migration, deren Auswertung und Analyse, die Erstellung von Lagebildern, die Wahrnehmung einer Frühwarnfunktion und die internationale Kooperation.
Das GASIM nimmt seine Aufgaben seit dem 1. August 2009 nicht mehr in Foren, sondern in flexiblen, zeitlich begrenzten und projektbezogenen Arbeitseinheiten wahr.
Das GASIM arbeitet auf strategischer Ebene mit nachfolgenden vergleichbaren Gremien anderer Mitgliedstaaten der Europäischen Union zusammen:
- Analysezentrum für den Schutz der Staatsgrenze und Migration der Tschechischen Republik (ANACEN);
- Analysegruppe Gesamtsteuerung Asyl- und Fremdenwesen im Bundesministerium für Inneres der Republik Österreich (GAF);
- Föderale Beratungsplattform illegale Migration des Königreichs Belgien (FIOM).[8]

## Datenschutzrechtliche Kritik und Trennungsgebot
Das GASIM war seit seiner Gründung Gegenstand zahlreicher kleiner Anfragen des Bundestags an die Bundesregierung.
In dem Fernsehmagazin Report Mainz wurde 2008 der Vorwurf erhoben, das GASIM verstoße gegen das Trennungsgebot zwischen Polizei und Nachrichtendiensten. Gestützt auf Aussagen eines Whistleblowers und ein internes Schreiben des BKA wurde behauptet, gesetzliche Bestimmungen zum Datenschutz würden in Frage gestellt, mit Polizeidienststellen weitere Ermittlungsschritte geplant und beliebige operative Einzelsachverhalte im GASIM bearbeitet.
Der Staatssekretär im Bundesinnenministerium August Hanning erklärte daraufhin, die dargestellten Vorwürfe seien sowohl fachlich als auch rechtlich falsch und entbehrten jeder Grundlage. Der Informations- und Datenaustausch erfolge auf der Grundlage der jeweiligen bereichsspezifischen gesetzlichen Regelungen. Dabei würden bestehende Zuständigkeiten und Befugnisse der beteiligten Behörden weder angetastet noch verändert. Das Trennungsgebot zwischen Polizei und Nachrichtendiensten, das auch von den Behörden im GASIM in vollem Umfang beachtet werde, sei kein Kooperationsverbot.
Im Mai 2009 berichtete Report Mainz über die Erkenntnisse des Bundesdatenschutzbeauftragten Peter Schaar aus seinem Kontrollbesuch bei GASIM im November 2008. Dieser bestätigte "eine Vielzahl sehr kritisch zu beurteilender Sachverhalte" beim Austausch personenbezogener Daten in Forum 4 und Forum 7. Die Datenübermittlungen der Bundespolizei an den BND seien mangels Rechtsgrundlage rechtswidrig und die Weitergabe von Daten seitens der Finanzkontrolle Schwarzarbeit an den BND, das BKA, den Verfassungsschutz oder den Militärischen Abschirmdienst sei nur im Einzelfall auf Ersuchen zulässig, auch die Datenübermittlung durch das Bundesamt für Migration und Flüchtlinge an den BND hätte unterbleiben müssen.
Die Bundesregierung ist der Rechtseinschätzung des Bundesdatenschutzbeauftragten nicht gefolgt.